# Aguerba
Les Aguerba (arabe : العقاربة) sont une tribu tunisienne d’origine hilalienne installée en Tunisie, principalement dans la région de Sfax, et ayant Agareb pour capitale.

## Histoire
Les Aguerba seraient originaires de la Seguia el-Hamra au Maroc, et se seraient installés en Tunisie au XIIe siècle. Selon leur récit, ils s'installent dans un premier temps dans la région de Kairouan, puis une femme s'assure que ses enfants quittent la région après les menaces d’un marabout envers la tribu. L'un de ses enfants, Ibrahim Ben Yacoub, est recueilli par les Mthalith. Devenu adulte, il obtient le statut de saint, prend Sidi Agareb comme nom, et fonde sa zaouïa ainsi que sa tribu autour d’elle.
Par la suite, de nombreux Aguerba se dispersent dans toute la Tunisie, notamment au Sahel et dans la ville de Sfax, où une fraction des Aguerba se serait fixée chez les Mthalith.
Très proches des Mthalith, ils s’allient à ceux-ci contre les colons français en 1881.
Durant la colonisation, la tribu est composée de 2 600 personnes.

## Culture
Encore de nos jours, la zaouïa dans laquelle est inhumé Sidi Agareb est très fréquentée.
La tribu possède un patrimoine musical recensé par le Centre national de la recherche scientifique et le musée de l'Homme, notamment le mūgif (موڤف), un chant bédouin populaire, interprété par exemple par les chanteurs Hassine Ben Sassi et Ibrahim Ben Hadj Athmed.

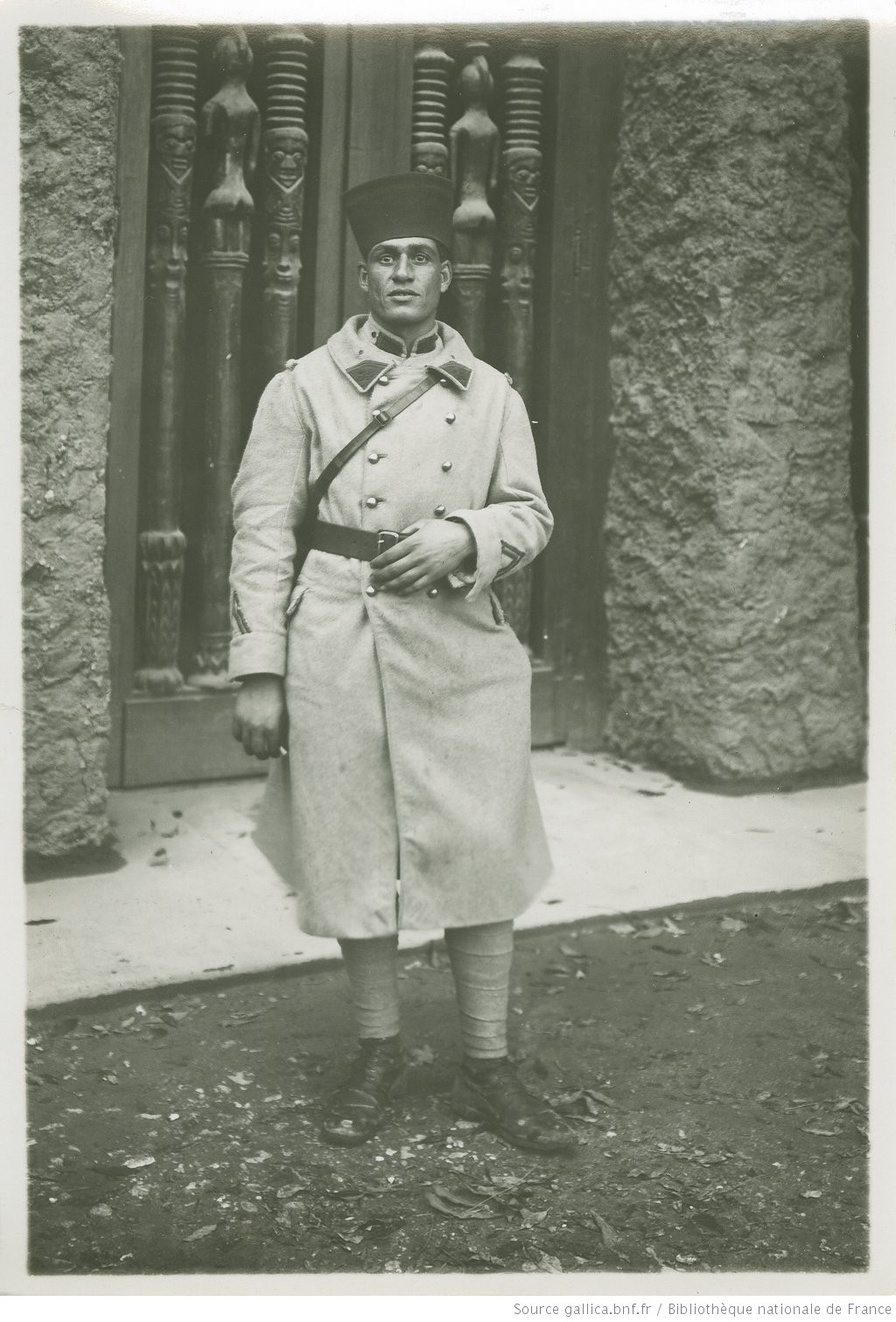
Hassine Ben Sassi, un chanteur de la tribu des Aguerba.
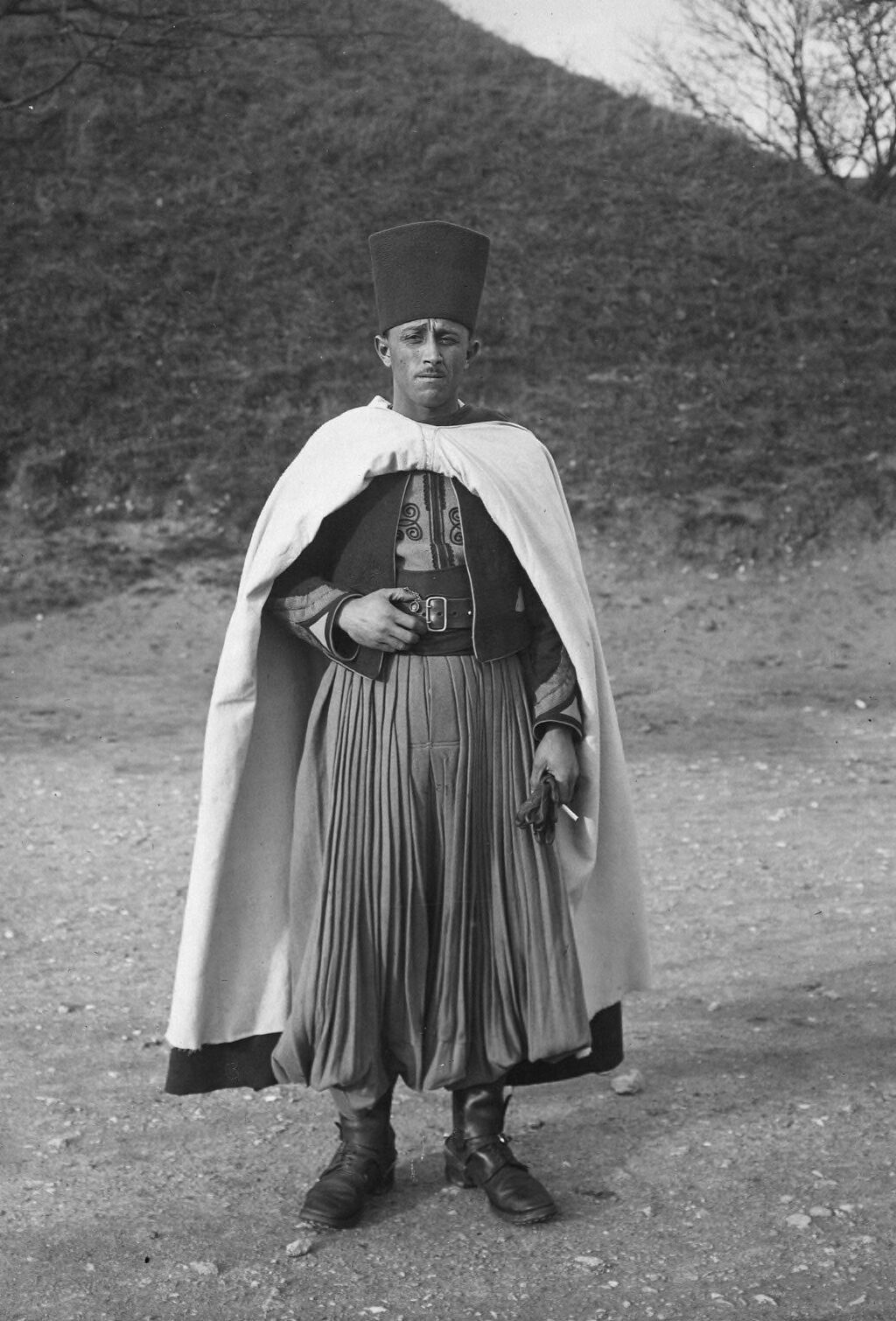
Ibrahim Ben Hadj Athmed, chanteur de la tribu des Aguerba.

## Composition
Les différentes fractions des Aguerba sont :
- Bkakra ;
- Djouaouda ;
- Mouamnya ;
- Nouacer ;
- Oubaïn ;
- Ouled Hadj Hamida ;
- Rebahat ;
- Soualem ;
- Toualbya ;
- Traka.